# Finanskrisen 1988-1994
Finanskrisen 1988-94 er betegnelsen for den finansielle del af den krise, der ramte dansk økonomi fra 1987, og som varede ved til omkring 1994. Under krisen var der store prisfald på boliger og erhvervsejendomme, og et stort antal boligejere gik på tvangsauktion. I perioden fra 1987 og frem til midten af 1993 var der yderligere økonomisk lavkonjunktur.

## Opløbet til krisen
Fra efteråret 1982 og frem til midten af 1986 var der stærke prisstigninger på boliger og på erhvervsejendomme. Fra 3. kvartal 1982 til 2. kvartal 1986 øgedes priserne på enfamiliehuse således med omkring 87 procent, hvilket var væsentligt højere end inflationen. Medvirkende til boligprisstigningerne var, at det fra foråret 1982 blev gjort lettere at finansiere boligkøb, idet lånegrænsen ved optagelse af realkreditlån til boligkøb blev sat i vejret fra 40 procent til 80 procent. Der var herudover en stemning af optimisme, og det var let at optage lån i pengeinstitutter (banker og sparekasser) og i realkreditinstitutter. Gældsætningen blev øget markant hos husholdninger og erhvervsvirksomheder. I 1982-83 skete der et brat fald i renten, hvilket gjorde det billigere at optage lån. De reale omkostninger ved at optage lån (dvs. renten fratrukket forventningen om prisstigninger) lå dog fortsat højt i hele perioden fra 1983 og frem til midten af 1990'erne. Det er imidlertid muligt, at erhvervsvirksomheder og husholdninger i årene efter 1983 havde en forventning om en højere inflation og derved lavere reale låneomkostninger, end det senere viste sig at blive tilfældet.
Påvirket af en stor vækst i det private forbrug og i byggeriet af boliger og erhvervsejendomme opstod der i årene fra 1983 til 1986 en økonomisk højkonjunktur, hvor ledigheden faldt til et lavt niveau. Højkonjunkturen medførte et stadig voksende underskud i samhandelen med udlandet og dermed på betalingsbalancens løbende poster og i gældsætningen overfor udlandet. Regeringen under ledelse af Poul Schlüter blev i stigende grad bekymret over situationen. I juni 1986 opnåedes der bred politisk enighed om en skattereform, der begrænsede værdien af retten til at fratrække lån ved privatpersoners opgørelse af deres skattepligtige indkomst. Skattereformen gennemførtes med virkning fra 1987. I oktober 1986 gennemførtes Kartoffelkuren, der blandt andet stillede krav om større betalinger på realkreditlån.

## Det realøkonomiske forløb
Skattereformen og kartoffelkuren medførte et stort fald i boligpriserne. Fra 4. kvartal 1986 til lavpunktet i 2. kvartal 1993 faldt prisen på enfamiliehuse med omkring 18 procent. Boligejere og andre låntagere fik sværere ved at betale på deres lån, og der var en meget stor stigning i antallet af tvangsauktioner. Der var også store prisfald på erhvervsejendomme, hvilket blandt andet skyldtes, at der under de foregående år med et stort byggeri havde udviklet sig en overkapacitet. Kontorlokaler stod i stigende grad tomme, og mange hoteller måtte overtages af långiverne.
Påvirket af afmatningen på ejendomsmarkedet faldt det private forbrug samt boligbyggeri og erhvervsbyggeri fra 1986 og frem til slutningen af 1993. Resultatet blev en periode med lav økonomisk vækst, og der skete en stor stigning i ledigheden. Regeringen søgte gennem forskellige tiltag igen at sætte gang i den økonomiske aktivitet, men uden held. Blandt andet omgjordes dele af Kartoffelkuren, og det gjordes i flere omgange fra 1989 igen lettere at optage realkreditlån. I 1992-93 bidrog det til at trykke den økonomiske aktivitet, at der var en omfattende krise i det europæiske valutasamarbejde, det såkaldte ERM-samarbejde. Også den danske krone kom under pres. For at hindre kapitaludstrømning blev den danske rente sat kraftigt i vejret, hvilket hæmmede investeringsprojekter.
Efter sin tiltræden i januar 1993 iværksatte den nye regering under ledelse af Poul Nyrup Rasmussen flere tiltag, der skulle sætte skub i den danske økonomi. Blandt andet øgedes de offentlige investeringer, der gennemførtes skattelettelser, og der iværksattes en stor lettelse i adgangen til at finansiere boliger, idet der indførtes adgang til at finansiere boligkøb med 30-årige annuitetslån. Det stimulerede yderligere den økonomiske aktivitet, at den danske rente igen kunne sættes ned efter sammenbruddet i det europæiske fastkurssamarbejde i august 1993. Konsekvensen var et stort økonomisk opsving, der satte ind i efteråret 1993.

## Forløbet af krisen i den finansielle sektor
De økonomiske problemer fra 1987 førte til et stort antal sammenbrud blandt danske finansielle virksomheder. Sammenbruddene i den finansielle sektor virkede omvendt tilbage på den økonomiske aktivitet, idet de finansielle virksomheder blev mere tilbageholdende med at give lån, hvilket gjorde det sværere at finansiere privatforbrug og investeringer.
En vigtig kilde til de finansielle virksomheders tab var udlån til byggefirmaer, der efter det økonomiske omsving i 1987 ikke kunne få solgt eller udlejet færdiggjort byggeri. Mange danske byggefirmaer gik konkurs. Endvidere fik de finansielle virksomheder tab på grund af tvangsauktionerne blandt de danske boligejere.
Allerede i 1987 brød 6. Juli Banken og C&G Banken sammen. De to banker var dog forholdsvis små, og det var først fra 1988, at der kan tales om en egentlig finansiel krise. Det vides ikke, hvor mange banker og sparekasser der i alt brød sammen under krisen, men i en opgørelse fra 2023 blev angivet 28 sammenbrud i lidt større pengeinstitutter i perioden 1986-94. De største sammenbrud blandt pengeinstitutter fandt sted i DK Sparekassen (1988), Sparekassen Sydjylland (1991), Varde Bank (1992), Baltica Bank (1992) samt Aktivbanken (1993). Sammenbruddet i Himmerlandsbanken i 1993 medførte stor medieomtale og gav anledning til skatteminister Ole Stavads afgang. Hovedparten af kriserne i de danske pengeinstitutter blev løst ved, at det nødlidende pengeinstitut blev overtaget af et andet pengeinstitut. Gennem perioden blev det imidlertid stadig sværere at finde villige fusionspartnere, og krisen i Varde Bank i 1992-93 måtte løses ved intervention fra Nationalbanken og staten. I 1992-94 var der krise på det danske pengemarked, idet pengeinstitutter havde svært ved at rejse kortfristet finansiering.
Fra 1990 kom det til problemer og/eller sammenbrud i nogle af de største danske finanskoncerner. Det største realkreditselskab - Realkredit Danmark - kunne kun med vanskelighed holde sig over grænsen for mindste kapital (solvensgrænsen). Der var også store tab i BRF Kredit. Regeringen greb ind ved at lempe på kravene til kapital i realkreditinstitutter. I 1992-93 var der sammenbrud i de to største forsikringskoncerner, Hafnia (se artikel om Hafnia Forsikring) og Baltica. I juni 1992 var der udtræk af likviditet fra Danmarks næststørste bank, Unibank. Unibank måtte støttes ved, at Nationalbanken lovede at stille ubegrænset likviditet til rådighed.
Samtidig med den danske finansielle krise var der finanskrise på Færøerne. I 1992-93 var der sammenbrud i de to største færøske banker, Føroya Bank (på dansk: Færøbanken) og Sjóvinnubankin. Den færøske bankkrise blev løst ved Landsstyrets overtagelse af de kriseramte banker og gav anledning til en langvarig politisk konflikt i forholdet mellem Danmark og Færøerne.